# Развој светског рекорда на 3.000 метара у дворани за жене
Светски рекорди у дисциплини трчања на 3.000 метара у женској конкуренцији, које ИААФ званично признаје, воде се од 1971. године. Први рекорди су мерени ручно (штоперицом).
ИААФ је до 31. 1. 2018. године ратификовала 4 светска рекорда у женској конкуренцији.

## Рекорди на 3.000 метара
Рекорди ратификовани од ИААФ-а
| Време    | Атлетичарка      | Земља            | Место                           | Датум             | Трајање                        |
| -------- | ---------------- | ---------------- | ------------------------------- | ----------------- | ------------------------------ |
| 11:22,2A | Ненси Ихрман     | Сједињене Државе | Албукерки, САД                  | 17. јануар 1971.  | 1 година, 1 месец и 16 дана    |
| 10:02,4  | Тајана Кисарова  | Совјетски Савез  | Брјанск, СССР                   | 4. март 1972.     | 2 дана                         |
| 9:37,8   | Галина Сафронова | Совјетски Савез  | Свердловск, СССР                | 6. март 1972.     | 10 месеци и 28 дана            |
| 9:36,0   | Елизабет Конорс  | Сједињене Државе | Cosford, Уједињено Краљевство   | 3. фебруар 1973.  | 1 година и 14 дана             |
| 9:02,4+  | Франси Ларије    | Сједињене Државе | Сан Дијего, САД                 | 17. фебруар 1974. | 4 године и 15 дана             |
| 8:57,6   | Јан Мерил        | Сједињене Државе | Монтреал, Канада                | 4. март 1978.     | 1 година и 10 месеци           |
| 8:50,8$  | Грете Вајц       | Норвешка         | Дејли Сити, САД                 | 4. јануар 1980.   | 1 година, 1 месец и 14 дана    |
| 8:56,4   | Пола Јеман       | Велика Британија | Cosford, Уједињено Краљевство   | 18. фебруар 1981. | 11 месеци и 18 дана            |
| 8:47,3   | Мери Декер       | Сједињене Државе | Инглвуд, САД                    | 5. фебруар 1982.  | 3 године, 11 месеци и 21 дан   |
| 8:42,3   | Олга Бондаренко  | Совјетски Савез  | Волгоград, СССР                 | 26. јануар 1986.  | 13 дана                        |
| 8:39,79  | Зола Бад         | Велика Британија | Cosford, Уједињено Краљевство   | 8. фебруар 1986.  | 3 године и 24 дана             |
| 8:33,82  | Ели ван Хулст    | Холандија        | Будимпешта, Мађарска            | 4. март 1989.     | 11 година, 11 месеци и 14 дана |
| 8:32,88  | Габријела Сабо   | Румунија         | Бирмингем, Уједињено Краљевство | 18. фебруар 2001. | 11 месеци и 16 дана            |
| 8:29,15  | Берхане Адере    | Етиопија         | Штутгарт, Немачка               | 3. фебруар 2002.  | 4 године и 14 дана             |
| 8:27,86  | Лилија Шобухова  | Русија           | Москва, Русија                  | 17. фебруар 2006. | 11 месеци и 17 дана            |
| 8:23,72  | Месерет Дефар    | Етиопија         | Штутгарт, Немачка               | 3. фебруар 2007.  | 7 година и 3 дана              |
| 8:16,60  | Гензебе Дибаба   | Етиопија         | Стокхолм, Шведска               | 6. фебруар 2014.  | 11 година и 115 дана           |

"+" – време измерено као пролазно време у некој дужој дистанци